# 三重県立津商業高等学校
三重県立津商業高等学校（みえけんりつ つしょうぎょうこうとうがっこう）は、三重県津市渋見町に所在する公立の商業高等学校である。通称「津商」（つしょう）。

## 沿革
- 1881年 - 西堀端に小塾・励精館が設立（一時廃塾）
- 1890年 - 励精館が再興され鯔堀に校舎を新築
- 1894年 - 三重県知事の認可により私立励精館と改称
- 1921年 - 三重県励精中学校が設立。
- 1935年 - 津市立励精商業学校が設立。
- 1947年 - 当校仮校舎内にて、津市立橋北中学校が開校、下部田に移転するまで、校舎を間借りしていた。
- 1948年 - 学制改革により三重県津市高等学校が設立（商業課程を含む）。
- 1949年 - 学区制定により三重県津高等学校で再発足。
- 1951年 - 三重県津実業高等学校として再発足（商業課程・家庭技芸課程・夜間定時制）。
- 1954年 - 商業課程が独立し三重県津商業高等学校となる。
- 1955年 - 三重県立津商業高等学校に改称。
- 1956年 - 現在地に移転。
- 1987年 - 情報処理科を設置。
- 1990年 - 部室棟竣工。
- 1992年 - 屋外便所竣工。
- 1993年 - 商業科に2コース制導入（会計コース・事務コース）。
- 1997年 - トレーニング場竣工。
- 1998年 - 新テニスコート竣工。
- 2001年 - 商業科をビジネス科（会計・総合・情報類型）・情報処理科を情報システム科へ改編。
- 2004年 - 新2号館竣工。

## 部活動
周辺の高等学校に比して部活動が盛んであり、これを目当てに入学した生徒も多い。
各種部活動で顕著な成果を上げているが、中でも有名なのは女子バレーボール部である。県内はもとより東海エリアでも上位となることが多く、全国レベルで古豪・強豪として男子の三重県立松阪工業高等学校とともに認知されている。
女子バスケットボール部もインターハイベスト8を経験している。
硬式野球部は2015年夏（第97回）で、三重県代表として夏の甲子園へ初出場を果たす。旧・津市域からは1953年夏（第35回）の津高以来62年ぶりの出場となった。1回戦は甲子園強豪校の智弁和歌山（和歌山代表）に、9-4と逆転で甲子園初勝利を収めた。続く2回戦で鳥羽（京都代表）に、2-4で敗退した。新チームで挑んだ秋季大会では、4位と東海大会出場を逃した｡
商業高校ならではの部活動として、コンピュータ部、珠算部、簿記部 、ワープロ部などがあり、毎年それぞれ東海大会、全国大会に進出している。

## 著名な出身者

### バレーボール選手
- 浅尾美和 - タレント、 元プロビーチバレー選手
- 位田愛 - バレーボール選手（JTマーヴェラス）
- 平井香菜子 - 元バレーボール選手（久光製薬スプリングス）
- 上村麻衣 - 元バレーボール選手[2]（仙台ベルフィーユ）
- 奥田恭子 - バレーボール選手（デンソーエアリービーズ）
- 寺井有美 - バレーボール選手（JTマーヴェラス）

### バスケットボール選手
- 前田有香 - バスケットボール選手（アイシン・エィ・ダブリュ ウィングス）
- 出水田理絵 - バスケットボール選手（トヨタ自動車アンテロープス）

### 野球選手
- 細谷保雄 - 元プロ野球選手
- 松下立美 - 元プロ野球選手

### その他スポーツ選手
- 市岡寿実 - 陸上競技選手（砲丸投）
- 高見澤安珠 - 陸上競技選手（3000mSC）、リオデジャネイロオリンピック日本代表[3][4]
- 山口直子 - 元プロボクサー
- 太田瑛美 - ガールズケイリン選手

### 芸能人・文化人
- 大河内龍 - 俳優（旧制三重県励精中学校卒）
- 今井智大 - 元同人作家

## 交通アクセス
- JR紀勢本線・伊勢鉄道伊勢線・近鉄名古屋線「津駅」下車。
  - 徒歩で約15分。
  - または西口より三重交通バス1番乗り場、西団地循環線、津西ハイタウン線で「津商業高校前」停留所下車、徒歩で約1分。